# Скальське староство
Ска́льське ста́роство — адміністративно-територіальна і господарська одиниця на території Подільського воєводства Королівства Польського (з 1569 року у складі Речі Посполитої). Центром староства було містечко Скала (нині смт Скала-Подільська, Борщівський район, Тернопільска область, Україна). Очолював його староста.

## Розташування
Скальське староство розташовувалося в Подільському воєводстві, на сході Червоногродського повіту. Головне містечко — Скала — розташовувалося на річці Збруч. У різні періоди до староства належали різні села.

## Історія
Згідно люстрації 1570 року до староства належали такі населені пункти: містечко Скала, села Колодрібка, Глибочок, Голенищеве, Цигани, Ланівці, Жилинці, Синьків, Гуків, Зозулинці, Ярослав (зараз такого села не існує, знаходилось біля сучасного села Жабинці), Вишнівець, Цвіклівці, Бережанка, П'ятничани, Балин та Озеряни.
1616 року згідно люстрації до староства відноситься містечко Скала з селами: П'ятничани, Летава, Бережанка, Криничани та Голенищеве.
1629 року староство значно розширилось та поділялось вже на дві частини: перша частина з містом Скала та селами Колодрібка, Цикова, Гуків, Зозулинці, Ярославка, Вишнівець, Іванків та Завадинці; посідав староство Миколай Гербурт. Друга частина староства з містечком Ланівці та з селами Заяновець(?), Глибочок та Цигани власниця дружина Яна Гербурта пані Констанція Жеребська.
Під час козацьких воєн (1648—1657 рр.) та турецької окупації Подільського воєводства (1672—1699 рр.) кількість населення значно зменшилась, у деяких селах зовсім не залишилось жителів, як то: Іванків, Жабинці, Бережанка, Летава, Цигани, Лосяч, Турильче, Пукляки та Підпилип'я. Згідно турецького перепису 1681 року в самій Скалі було 30 господарств, а в найближчому селі П'ятничани — 25, в сусідньому містечку Збриж залишилось 4 господарства.
Протягом нетривалого часу староством володів Миколай Оссолінський, поки в 1660 році законний староста — Геронім Лянцкоронський, не відібрав його силою.
На початку 18 століття територія староства швидко заселялась, в 1762 році інвентар містечка Скали показує, що тоді сплачувало податок 147 мешканців, та 34 євреї. До староства тоді входили такі населені пункти: містечко Скала з передмістями та Волохами, села Іванків, Гуштинка, Красилів (зараз частина села Гуків), Гуків, Бережанка, Жабинці з Ярославкою, Летава, Лосяч, Давидківці зі Слобідкою, Колодрібка з Синьковим.

## Старости скальські
- Прокоп, воєвода скальський в 1392 році,
- Януш Кердиєвич в 1431 році[8],
- Стібор з Коморників у 1447 році[9]
- Миколай Внучек у 1469 році[10]

Жолкевські:
- Миколай Жолкевський, хорунжий холмський з 1503 року,
- Станіслав Жолкевський, брат Миколая, з 1506 року

Лянцкоронські:
- Станіслав, 1515—1535 роки;
- Геронім (племінник попереднього), до 1569 року;
- Станіслав (син попереднього), до 1592 року;
- Станіслав (онук попереднього), з 1641 року;
- Збігнев (син попереднього)[11], у 1648 р.[джерело?]
- Геронім (брат попереднього), до 1697 року;
- Францішек Станіслав, дідич Ягільниці (брат попереднього), до 1699 року;
- Міколай (син попереднього) до 1706 р., після смерті староство перейшло до його сестри — Агнєшки, дружини Валентія Казімежа Межеєвського, коштом якого збудували парафіяльний костел у Скалі;[12][13]

Гербурти:
- Миколай, з 1592 року
- Ян (син попереднього), 1603—1612;
- Миколай (син попереднього), 1612—1639 роки;
- Костянтин Загоровський, в 1699 році,
- Валентій Казімеж Межеєвський (Walenty Kazimierz Mierzejewski)[15], старостував у 1710-1737 роках.

Тарли:
- Адам Тарло, зять попереднього[16] (рід Тарли), до 1772 року[17];
- Шимон Тарло, син попереднього, був старостою з 1778, до своєї смерті в 1781 році[18].